# Marco Ribeiro
Marco António Martins Ribeiro (Porto, 14 giugno 2005) è un calciatore portoghese, centrocampista del Boavista.

## Carriera
Marco Ribeiro è cresciuto nel settore giovanile del Boavista che lo ha prelevato nel 2015 dal Salgueiros. Il 15 maggio 2023 ha firmato il suo primo contratto professionistico ed il 24 agosto 2024 ha debuttato in prima squadra nell'incontro di Primeira Liga perso 1-0 contro il Famalicão.

## Statistiche

### Presenze e reti nei club
Statistiche aggiornate al 5 ottobre 2024
| Stagione        | Squadra         | Campionato      | Campionato | Campionato | Coppe nazionali | Coppe nazionali | Coppe nazionali | Coppe continentali | Coppe continentali | Coppe continentali | Altre coppe | Altre coppe | Altre coppe | Totale | Totale | Totale |
| Stagione        | Squadra         | Comp            | Pres       | Reti       | Comp            | Pres            | Reti            | Comp               | Pres               | Reti               | Comp        | Pres        | Reti        | Pres   | Reti   |        |
| --------------- | --------------- | --------------- | ---------- | ---------- | --------------- | --------------- | --------------- | ------------------ | ------------------ | ------------------ | ----------- | ----------- | ----------- | ------ | ------ | ------ |
| 2024-2025       | Boavista        | PL              | 4          | 0          | CP              | 0               | 0               | -                  | -                  | -                  | -           | -           | -           | 4      | 0      |        |
| Totale carriera | Totale carriera | Totale carriera | 4          | 0          |                 | 0               | 0               |                    | -                  | -                  |             | -           | -           | 4      | 0      |        |